# Lili, a Ex
Lili, a Ex é uma série de televisão, produzida pelo GNT, baseada na tira de quadrinhos de mesmo nome de Caco Galhardo, teve autoria de Marcelo Montenegro, Erez Milgron e Lilian Amarante. Direção geral de Luis Pinheiro, direção de Quico Meirelles e Lilian Amarante. A primeira temporada foi exibida de 24 de setembro a 17 de dezembro de 2014, em 13 episódios. A segunda temporada está atualmente em exibição desde março de 2016.
Conta com Maria Casadevall, Felipe Rocha, Priscila Fantin, Daniela Fontan, João Vicente de Castro, Rosi Campos, Robson Nunes e Alann Medinna nos papéis principais.

## Enredo
Lili (Maria Casadevall) é uma moça que concentra toda sua loucura em infernizar a vida do seu ex, Reginaldo (Felipe Rocha), da forma mais humorada possível, um prazer particular em fazê-lo ficar descompensado. Cintia (Daniela Fontan), Johny (Alann Medinna) e Bituca (Robson Nunes), amigos de Lili, vivem no olho do furacão das confusões criadas por ela, bem como sua mãe Gina (Rosi Campos) e o irmão de Reginaldo, Reinaldo (João Vicente de Castro), que sempre se dá mal. As maiores rivais de Lili são a nova namorada de Reginaldo, Grace Kelly (Priscila Fantin), a quem ela chama de Fotocop por ser parecida consigo, e Bruninha (Daphne Bozaski).

## Elenco
| Ator                   | Personagem                | Temporadas | Temporadas |
| Ator                   | Personagem                | 1ª 2014    | 2ª 2016    |
| ---------------------- | ------------------------- | ---------- | ---------- |
| Maria Casadevall       | Lili Bernardes            |            |            |
| Felipe Rocha           | Reginaldo Motta           |            |            |
| Priscila Fantin        | Grace Kelly (Fofocop)     |            |            |
| Daniela Fontan         | Cíntia de Monteiro Costa  |            |            |
| João Vicente de Castro | Reinaldo Motta            |            |            |
| Rosi Campos            | Gina Bernardes            |            |            |
| Robson Nunes           | Bituca                    |            |            |
| Alann Medinna          | Jônatas Oliver (Johny)    |            |            |
| Milton Gonçalves       | Ancelmo de Monteiro Costa |            |            |
| Antônio Pitanga        | Ancelmo de Monteiro Costa |            |            |
| Daphne Bozaski         | Bruninha                  |            |            |
| Fiuk                   | Tiago Trovas (Galã)       |            |            |

## Personagens
- Lili - Tem 32 anos e é figurinista freelancer. Ela tem um ar louco, é rápida, ansiosa, corajosa e surpreendente. Lili é engraçada, tem um humor refinado, é muito esperta e totalmente estabanada e bagunceira.
- Reginaldo - Tem 34 anos, é editor da Drink, uma editora de passatempos. Ele vive cercado por sudokus e palavras cruzadas – um trabalho estranho, mas que combina bem com ele.
- Cíntia-  A melhor amiga de Lili tem 29 anos, é cabeleireira e trabalha no Rojo, um pequeno e descolado salão de bairro.
- Reinaldo - O irmão mais novo de Reginaldo tem 29 anos e sabe tudo sobre todas as coisas, especialmente sobre as coisas que Reginaldo acha que sabe.
- Grace Kelly - A atual namorada de Reginaldo e que copia o estilo de Lili.
- Bituca -  Tem 19 anos, mora em Osasco com sua família, terminou o ensino médio e está pensando o que quer da vida, enquanto cuida do Café da Esquina. Um rapaz inteligente, expedito, responsa e que gosta de se divertir.
- Johny - Johny é cabeleireiro, dono do salão Rojo, chefe de Cintia. Um gay de bem com a vida, inteligente, com veneno de sobra para comentários ferinos e engraçados sobre os papos que acontecem no salão.
- Gina - A mãe de Lili tem 59 anos e é uma perua tresloucada viciada em compras. Quando não está no shopping ou azucrinando Lili, Gina vai ao salão Rojo para dar um tapa no visual – sempre botando os cortes na conta da filha.
- Seu Ancelmo - Avô de Cíntia, tem 80 anos e está cada vez mais senil.
- Galã - O bonitão do bairro, é o interesse romântico de Lili na segunda temporada.
- Bruninha - Cuidadora de Ancelmo na segunda temporada e rival de Lili.

## Participações especiais
| Atriz/Ator         | Personagem            |
| ------------------ | --------------------- |
| Patrícya Travassos | Teresa Motta (Tetê)   |
| Totia Meirelles    | Tia Rosa              |
| Geraldo Mário      | Zé Maria              |
| Caio Castro        | Frederico (Fred)      |
| Nathália Rodrigues | Mariana Gomes (Mari)  |
| Paloma Bernardi    | Vania                 |
| Pathy Dejesus      | Marisa                |
| Lisandra Parede    | Professora de Natação |
| Miá Mello          | Daniela               |
| Fernando Muylaert  | Douglas               |
| Jacqueline Sato    | Kyoko Shibata         |
| Cleber Colombo     | Terapeuta             |
| Daniel Furlan      | Valterino             |
| Nicolas Trevijano  | Yago                  |
| Maíra Chasseraux   | Alayane               |
| Sophia Reis        | Maria Vitória         |
| Priscila Sol       | Renata                |